# Dimitri Champion
Dimitri Champion (La Rochelle, 6 settembre 1983) è un ex ciclista su strada francese, professionista dal 2007 al 2012 e campione nazionale in linea nel 2009.

## Carriera
Da dilettante ha ottenuto numerose vittorie, tra cui due titoli nazionali Under-23 (a cronometro nel 2005 e in linea nel 2006).
Le sue vittorie attirano l'attenzione della squadra Bouygues Télécom, che lo ingaggia nel 2007. Anche tra i professionisti ottiene buoni risultati al campionato nazionale (arriva secondo nella prova a cronometro nel 2007 e quarto in quella in linea nel 2008). A fine 2008 non viene riconfermato in rosa e nel 2009 si trasferisce in una piccola squadra francese, la Bretagne-Schuller, con la quale diventa campione nazionale francese in linea. Nel 2010 passa alla formazione AG2R La Mondiale, ma non ottiene successi.
Nel 2012 rientra alla Bretagne-Schuller; nel 2013 ritorna infine tra i dilettanti con la formazione parigina Peltrax-GS Dammarie les Lys, prima dell'addio alle corse.

## Palmarès
- 2005 (Under-23)

Campionati francesi, Prova a cronometro Under-23
4ª tappa Tour Alsace
Chrono des Nations - Les Herbiers Vendée - Under-23
- 2006 (Under-23)

Campionati francesi, Prova in linea Under-23
6ª tappa Tour de Guadeloupe
- 2009 (Bretagne-Schuller, quattro vittorie)

Campionati francesi, Prova in linea
Classifica generale Circuit des Ardennes
Tour du Finistère
1ª tappa Kreiz Breizh Elites

## Piazzamenti

### Grandi Giri
- Tour de France

2010: 160º
- Vuelta a España

2007: ritirato (14ª tappa)
2008: 106º
2011: 95º

### Competizioni mondiali
- Campionati del mondo

Verona 2004 - Cronometro Under-23: 20º
Stoccarda 2007 - Cronometro Elite: 28º
Mendrisio 2009 - In linea Elite: 95º
Copenaghen 2011 - Cronometro Elite: 42º